# Бокан Лињи
Бокан Лињи (фр. Beaucamps-Ligny) насеље је и општина у североисточној Француској у региону Север-Па д Кале, у департману Север која припада префектури Лил.
По подацима из 2011. године у општини је живело 883 становника, а густина насељености је износила 175,2 становника/km². Општина се простире на површини од 5,04 km². Налази се на средњој надморској висини од 36 метара.

## Демографија
| 1962. | 1968. | 1975. | 1982. | 1990. | 1999. | 2011. |
| ----- | ----- | ----- | ----- | ----- | ----- | ----- |
| 666   | 697   | 676   | 699   | 857   | 914   | 883   |

График промене броја становника у току последњих година